# 西出酒造
西出酒造 (にしでしゅぞう) は、石川県の清酒製造業を行う日本の酒蔵である。主に辛口の日本酒の製造をしていて、現在は能登杜氏に頼らず自社の社員で酒づくりを行っている。代表銘柄は、春心、金紋。

## 沿革
- 1913年 - 創業
- 1955年 - 合資会社西出酒造場として法人化
- 1996年 - 合資会社金紋酒造に変更
- 2014年 - 合同会社西出酒造に変更[1]

## 製品

### 銘柄
- 春心
- 金紋純米大吟醸酒
- 金紋大吟醸酒
- 銀紋大吟醸酒
- 加賀褒美
- しゃらら原酒
- 湯めぐり大吟醸
- 心待ち（りんご酸高生産性酵母使用し、白ワインのような味わい。石川県工業試験場が支援[2][3]。）
- 金紋初心